# Alain Mimoun
Alain Mimoun (1. ledna 1921, El Telagh, Francouzské Alžírsko – 27. června 2013) byl francouzský atlet alžírského původu. Byl olympijským vítězem v maratonu.
Mistrem Francie se stal poprvé v roce 1947 po druhé světové válce, která ho připravila o několik let jeho kariéry.
Na olympijských hrách ho od zlaté medaile třikrát odstavil Emil Zátopek, který ho porazil v běhu na 10 000 metrů v Londýně na olympijských hrách 1948 a v Helsinkách na olympiádě 1952. V Helsinkách byl za Zátopkem druhý i v běhu na 5000 m.
Navzdory tomu byli s Emilem Zátopkem přátelé. Naposledy se utkali na olympijských hrách v roce 1956 v Melbourne na maratonské trati. Běželo se v náročných podmínkách (až 36 stupňů Celsia), Alain Mimoun se poprvé dočkal olympijského zlata, Emil Zátopek skončil šestý.
Zúčastnil se ještě olympijských her v roce 1960 v Římě. Naposledy se stal mistrem Francie v roce 1966 ve věku 45 let.
Za své úspěchy se stal v roce 2008 velkodůstojníkem Řádu čestné legie. Mimounovo jméno nese atletický stadion ve francouzském městě Bugeat.